# Tục nối dây
Tục nối dây là một tập tục đã có từ lâu đời ở nhiều dân tộc trên thế giới, thường là ở các dân tộc theo chế độ mẫu hệ.

## Hình thức
Theo tục nối dây, khi người vợ qua đời, người chồng muốn tái hôn buộc phải lấy một người con gái trong gia đình vợ có thể là em gái vợ còn rất nhỏ tuổi hay thậm chí là người chị vợ già hơn mình rất nhiều miễn là người đó chưa có chồng. Những người đó gọi là người nối dây. Nếu không còn người để nối dây thì người chồng phải về lại nhà mẹ đẻ với hai bàn tay trắng. Ngược lại, nếu người chồng mất mà gia đình chồng không muốn mất của cũng phải đưa người (anh trai hay em trai chưa có vợ của người chồng) sang nhà người vợ đã mất để thực hiện tục nối dây.

## Ở Việt Nam
Ở Việt Nam tục nối dây trước đây rất phổ biến ở các dân tộc thiểu số ở Tây Nguyên như người Ê Đê. Tục nối dây khiến của cải luôn tập trung trong một gia đình/dòng họ và con cái luôn được quan tâm. Tuy nhiên nó vẫn là một vấn đề gây nhiều tranh cãi, một số quan điểm cho rằng nó là hủ tục cần xóa bỏ vì không đem đến sự tự do trong hôn nhân, một số quan điểm khác lại ủng hộ và cho rằng nó có tính nhân văn cao, không tồn tại chuyện "mẹ ghẻ-con chồng" như ở người Kinh. Trong sử thi Đăm Săn của người Ê Đê, Đăm Săn phải cưới hai chị em Hơ Nhị và Hơ Bhị làm vợ.